# Camp Wannakiki
Camp Wannakiki es un programa de telerrealidad estadounidense. El programa está producido por Chicagoans Ashley y Brandon Wright, y la primera temporada se estrenó en YouTube en 2018.

## Sinopsis
En cada tempora un grupo de drag queens compiten en diversas actividades y categorías tradicionales de los campamentos de verano, compitiendo por la victoria y el título de Queen of Camp.

## Producción y desarrollo
La idea del programa surgió de los productores Ashley y Brandon Wright, inspirados por el éxito de programas como RuPaul's Drag Race y The Boulet Brothers' Dragula, cuando comprobaron que, pese al éxito de los programas de temática drag, no había uno que se centrara en el drag más camp.
En 2023 Riley Poppyseed se unió a la competición en su quinta temporada, convirtiéndose en el primer drag king negro en formar parte del programa.